# Magasin Aux Dames de France (Perpignan)

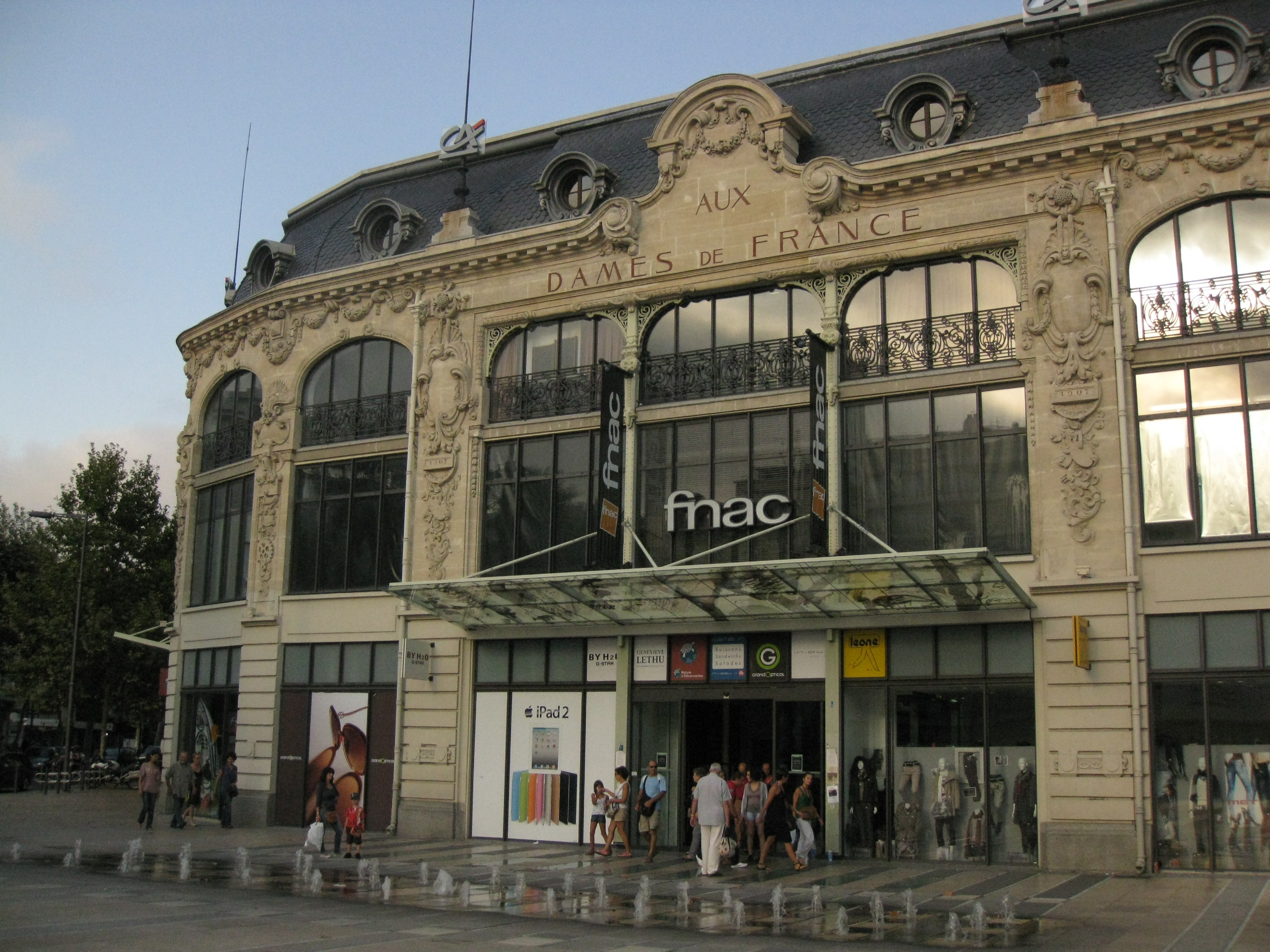
Haupteingang

Das Magasin Aux Dames de France in Perpignan ist ein historisches Kaufhaus und ein Baudenkmal des Jugendstils.

## Geografische Lage
Das Magasin Aux Dames de France liegt an der Place de Catalogne (Plaza Catalunya) in Perpignan, damals östlicher Eingang zur Stadt, heute am Rand des Stadtzentrums.
Die Avenue Général de Gaulle (früher: Avenue de la Gare), eine stadtbildbestimmende Achse, verbindet es in gerader Linie über 700 m direkt mit dem Bahnhof Perpignan.

## Geschichte

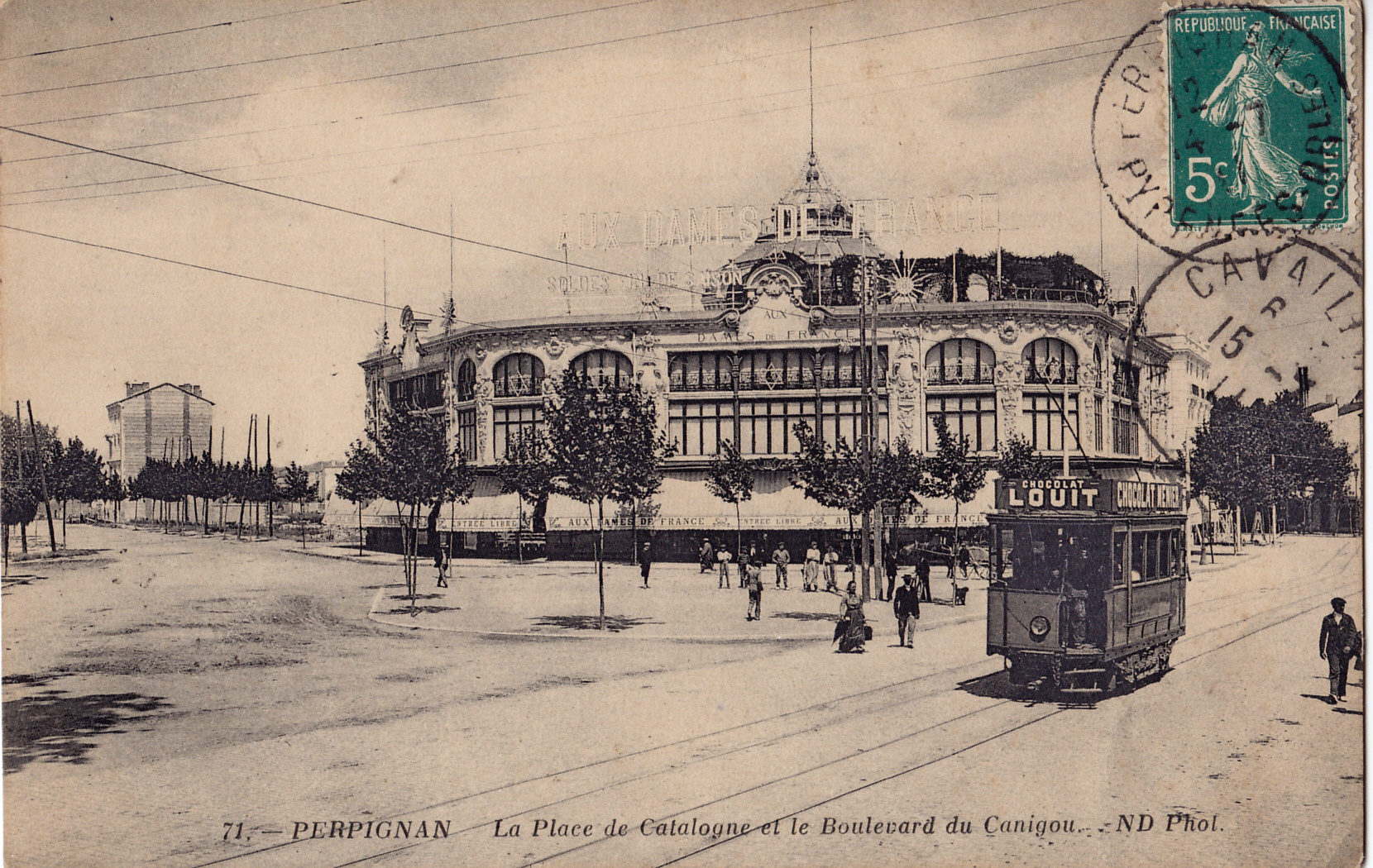
Historische Aufnahme (vor 1911)

Das Gebäude wurde 1905 bis 1907 als Niederlassung der Kaufhauskette Aux Dames de France errichtet. Architekt war Georges Debrie, der für die Kaufhauskette zuvor bereits Kaufhäuser in d’Hyères (1895) und Toulouse (1904) errichtet hatte.
1988 schloss das Kaufhaus.

## Gebäude

### Architektur
Georges Debrie errichtete einen Bau in den Formen des Jugendstils mit einer Dachkuppel in Glas-Eisen-Konstruktion als Dachbekrönung, die aber 1963 zerstört wurde. Das Gebäude ist viergeschossig und hat einen fünfeckigen Grundriss. Die drei Hauptfassaden haben eine identische Gliederung: Das Erdgeschoss hat große Schaufenster die von kaum dekorierten Pfeilern getrennt werden. In den oberen Stockwerken entfaltet sich hier aber reicher Dekor. Dort gibt es große Bogenfenster, die sich über zwei Geschosse erstrecken. Das dritte Obergeschoss ist ein Dachgeschoss. Das Dach ist mit Schiefer gedeckt und von einer Reihe von Okuli unterbrochen. Die Haupteingänge werden von gekrümmten, mit Girlanden geschmückten Giebeln gekrönt, der Haupteingang trägt die Inschrift „Aux Dames de France“. Der zurückhaltende Dekor am Gebäude ist dem Historismus und dem Jugendstil verpflichtet.

### Bauhistorische Bedeutung
Die Fassaden und das Dach des Gebäudes wurden 1999 unter Denkmalschutz gestellt. Im Innern ist es weitgehend modern ausgebaut.
2015 wurde das Gebäude neben dem bereits zuvor eingetragenen Cinéma Le Castillet in Perpignan unter das Label Patrimoine du XXe siècle gestellt.

## Heute
Das Gebäude wurde als Ladengalerie betrieben, die von verschiedenen Einzelhandelsgeschäften genutzt wurde. Hauptmieter war seit 2001 die Handelskette Fnac; da Fnac mit großen Schwierigkeiten zu kämpfen hatte und die Hauptfiliale in Perpignan jetzt im Galeries Lafayette betreibt, steht das Gebäude mittlerweile leer, bis auf einen Kartell-Shop im Erdgeschoß.